# Sokorópátka
Sokorópátka là một thị trấn thuộc hạt Győr-Moson-Sopron, Hungary. Thị trấn này có diện tích 16,86 km², dân số năm 2010 là 1083 người, mật độ 64 người/km².